# Recreio da Saúde
O Recreio da Saúde, anteriormente conhecido por Recreio das Flores foi um famoso rancho carnavalesco da cidade do Rio de Janeiro, localizado no bairro da Saúde, em 1900. Ligado ao pessoal da Resistência, o Sindicato dos Estivadores do Porto do Rio, o rancho era liderado pelo espanhol Antonio Infante Zayas, Antoniquinho.

## História
O rancho foi fundado com o nome de Braço é Braço, mudando sua denominação posteriormente para Reinaldo e Silva, e Recreio das Flores, nome com o qual foi mais conhecido ao longo da história.
Em 1920, apresentou um espetáculo chamado "Ópera ambulante", baseado na obra Aída. Após a extinção da Deixa Falar, Osvaldo da Papoula, seu presidente, foi para o Recreio das Flores.
Entre seus integrantes esteve o cantor e compositor Oscar José de Almeida.
Em 1968, foi um dos oito ranchos a desfilar na Avenida Presidente Vargas, com o enredo "Exaltação ao Teatro do Brasil".
O rancho mudou de nome ainda uma última vez, tornando-se Recreio da Saúde. Já com essa denominação, foi campeão dos ranchos em 1980, quando foi uma das 11 agremiações da categoria a desfilar na Avenida Rio Branco, apresentando-se com o enredo "Volta ao Éden".

## Carnavais
| Recreio da Saúde | Recreio da Saúde | Recreio da Saúde | Recreio da Saúde | Recreio da Saúde | Recreio da Saúde |
| Ano              | Colocação        | Divisão          | Enredo           | Carnavalesco     | Ref.             |
| ---------------- | ---------------- | ---------------- | ---------------- | ---------------- | ---------------- |
| 1920             | Campeão          | ÚNICA            | Aída             |                  | [ 5 ] [ 6 ]      |
| 1921             | Campeão          | ÚNICA            | Inferno de Dante |                  | [ 6 ]            |
| 1922             | Campeão          | ÚNICA            | Paraíso de Dante |                  | [ 6 ] [ 7 ]      |